# Merwilla
Merwilla is een geslacht uit de aspergefamilie. De soorten komen voor in Zimbabwe en Zuid-Afrika.

## Soorten
- Merwilla dracomontana
- Merwilla lazulina
- Merwilla plumbea